# Robbe De Hert
Robin François De Hert (Farnborough, Hampshire, 20 de setembre de 1942 - Anvers, 24 d'agost de 2020) va ser un director de cinema belga.
De Hert De Hert va guanyar el Premi André Cavens a la millor pel·lícula l'any 2000, amb la seva pel·lícula Lijmen/Het Been.
Va morir el 24 d'agost de 2020 a l'edat de 77 anys a causa de complicacions de la diabetis.

## Filmografia
- Camera Sutra (1973)
- De Witte van Zichem (1980)
- Le filet américain (1981)
- Maria Danneels of Het leven dat we droomden (1982)
- Trouble in Paradise (1989)
- Blueberry Hill (1989)
- Brylcream Boulevard (1995)
- Elixir d'Anvers (1997)
- Gaston's War (1997)
- Lijmen/Het Been (2000)[4]
- Hollywood aan de Schelde (2018)